# سقوط فرشتگان سرکش
سقوط فرشتگان سرکش یا نزول فرشتگان یاغی، یک تابلوی نقاشی رنگ روغن است که توسط هنرمند هلندی رنسانس پیتر بروگل مهتر، در سال ۱۵۶۲ نقاشی شده‌است و هم‌اکنون در موزه‌های سلطنتی هنرهای زیبای بلژیک در بروکسل نگهداری و به نمایش گذاشته می‌شود.

## شرح
این اثر در سال ۱۵۶۲ نقاشی شده و موضوع آن به داستان جنگ در بهشت در مکاشفهٔ یوحنا اشاره دارد. و ارادت عمیق این هنرمند به هیرونیموس بوش را نشان می‌دهد.

## در فرهنگ عامه
این نقاشی با همکاری شرکت Supreme و برند لباس ژاپنی Undercover، توسط جون تاکاهاشی به نمایش گذاشته شد. این مجموعه که در فصل پاییز / زمستان ۲۰۱۶ منتشر شد و نقاشی روی ژاکت تمام چاپی و برچسب را نشان می‌دهد.

## نگارخانه

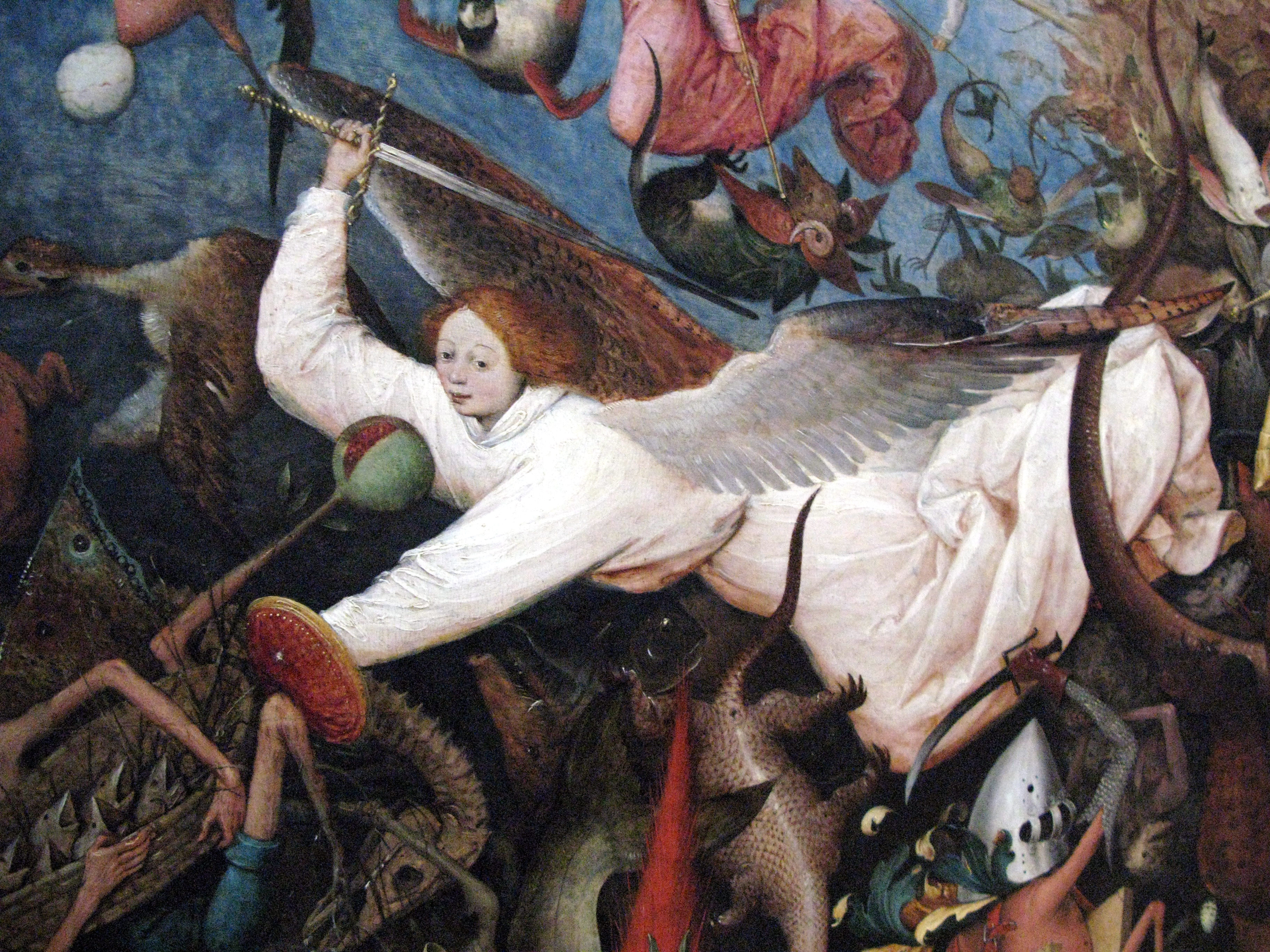
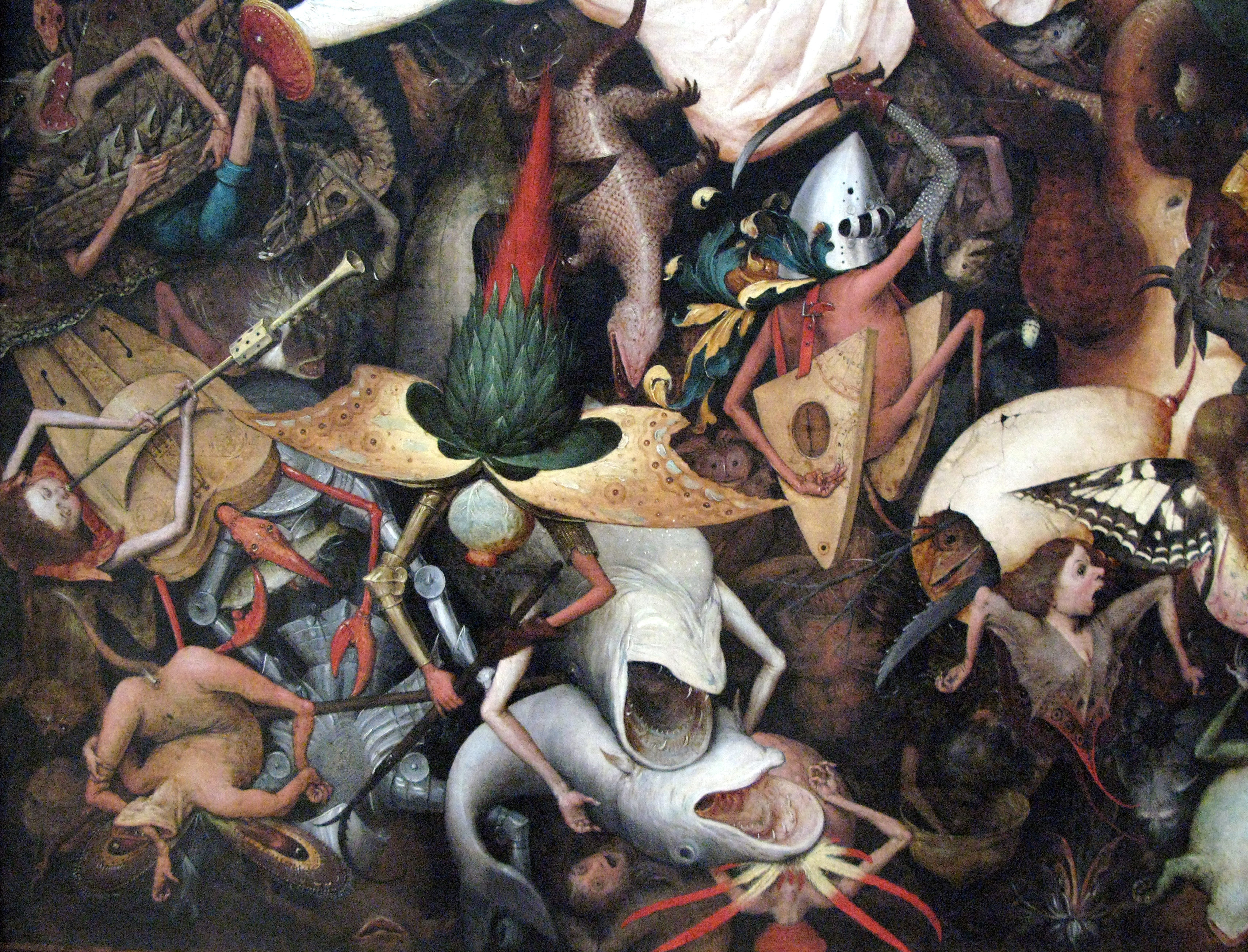
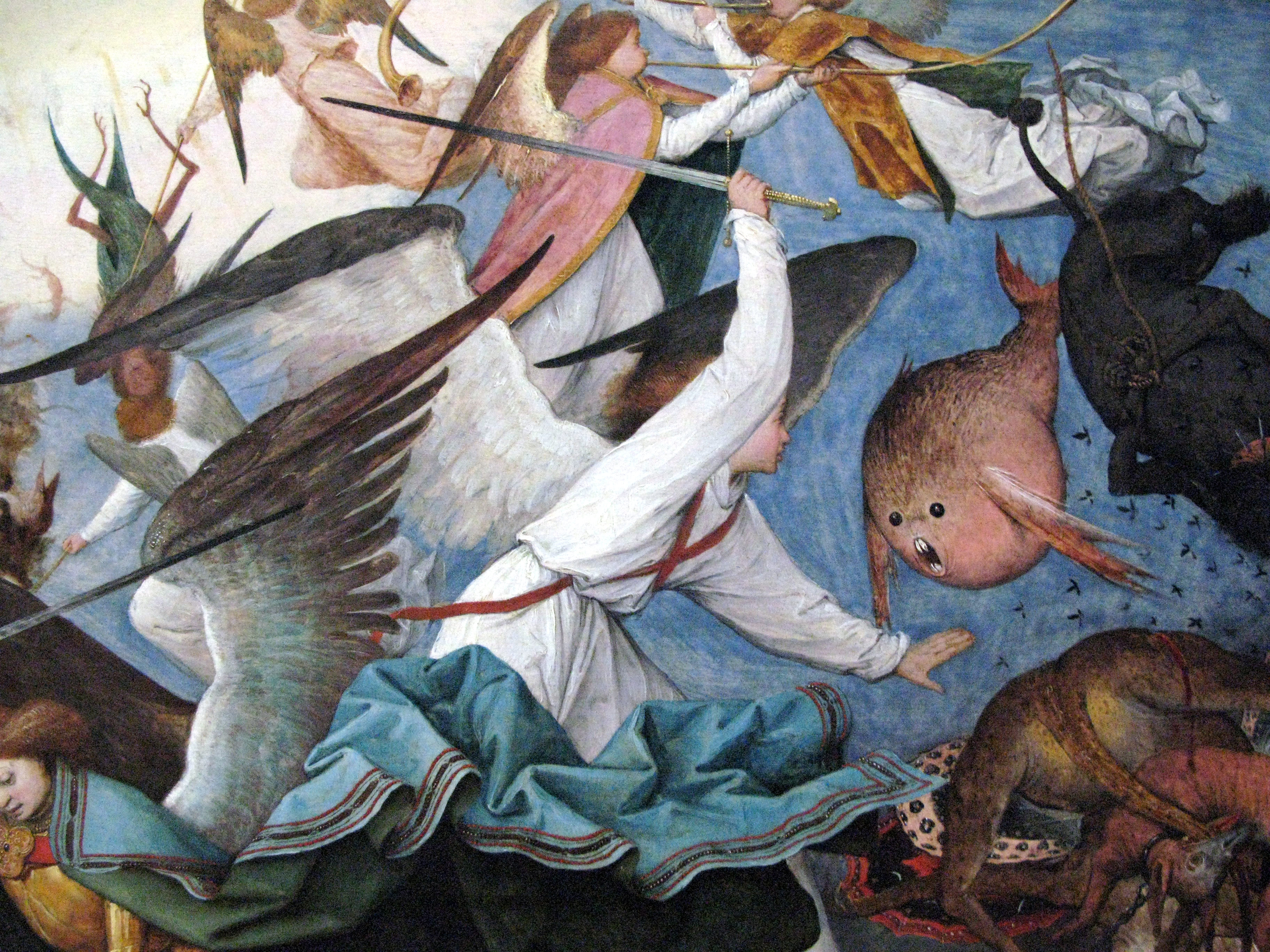
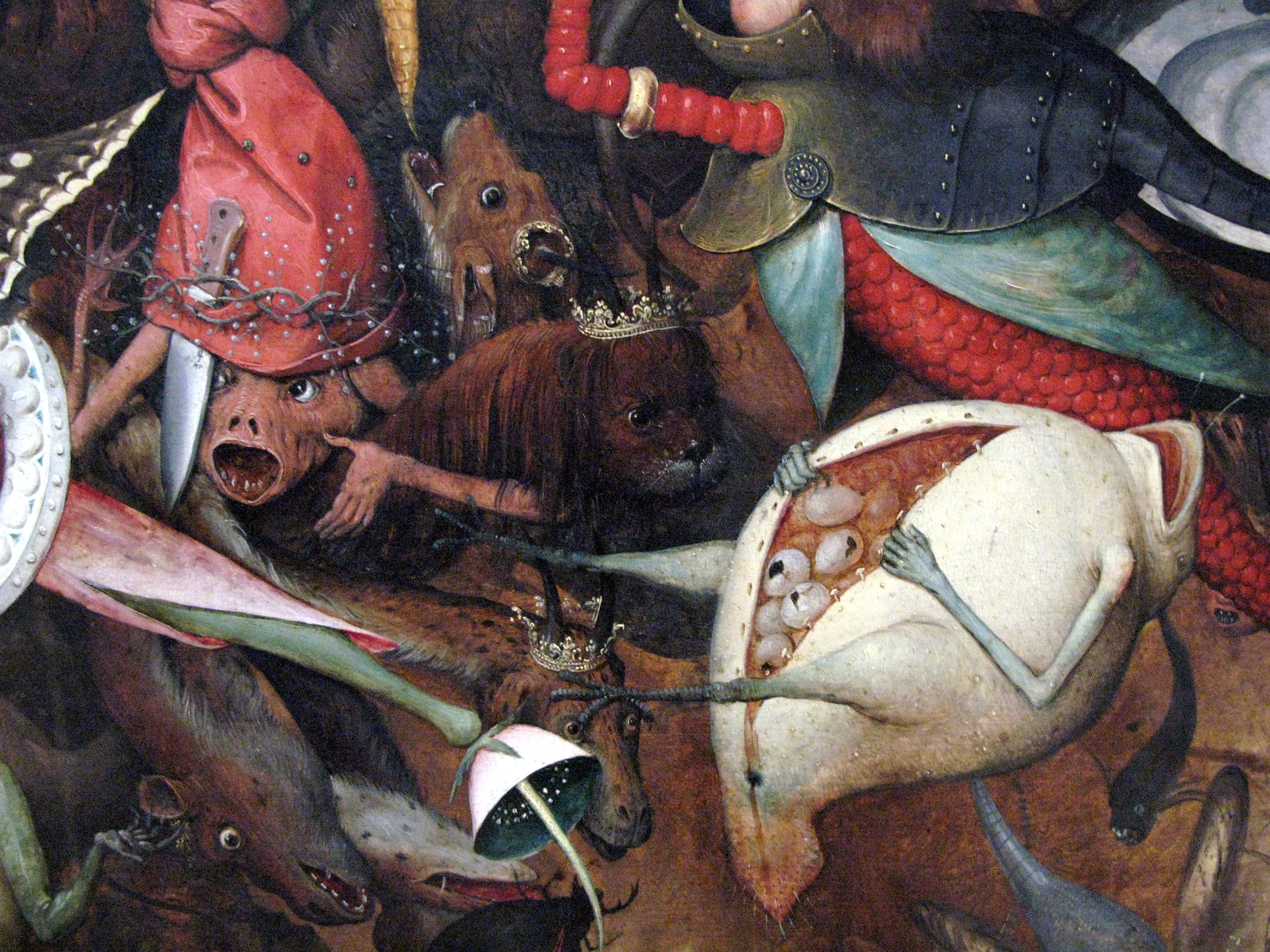
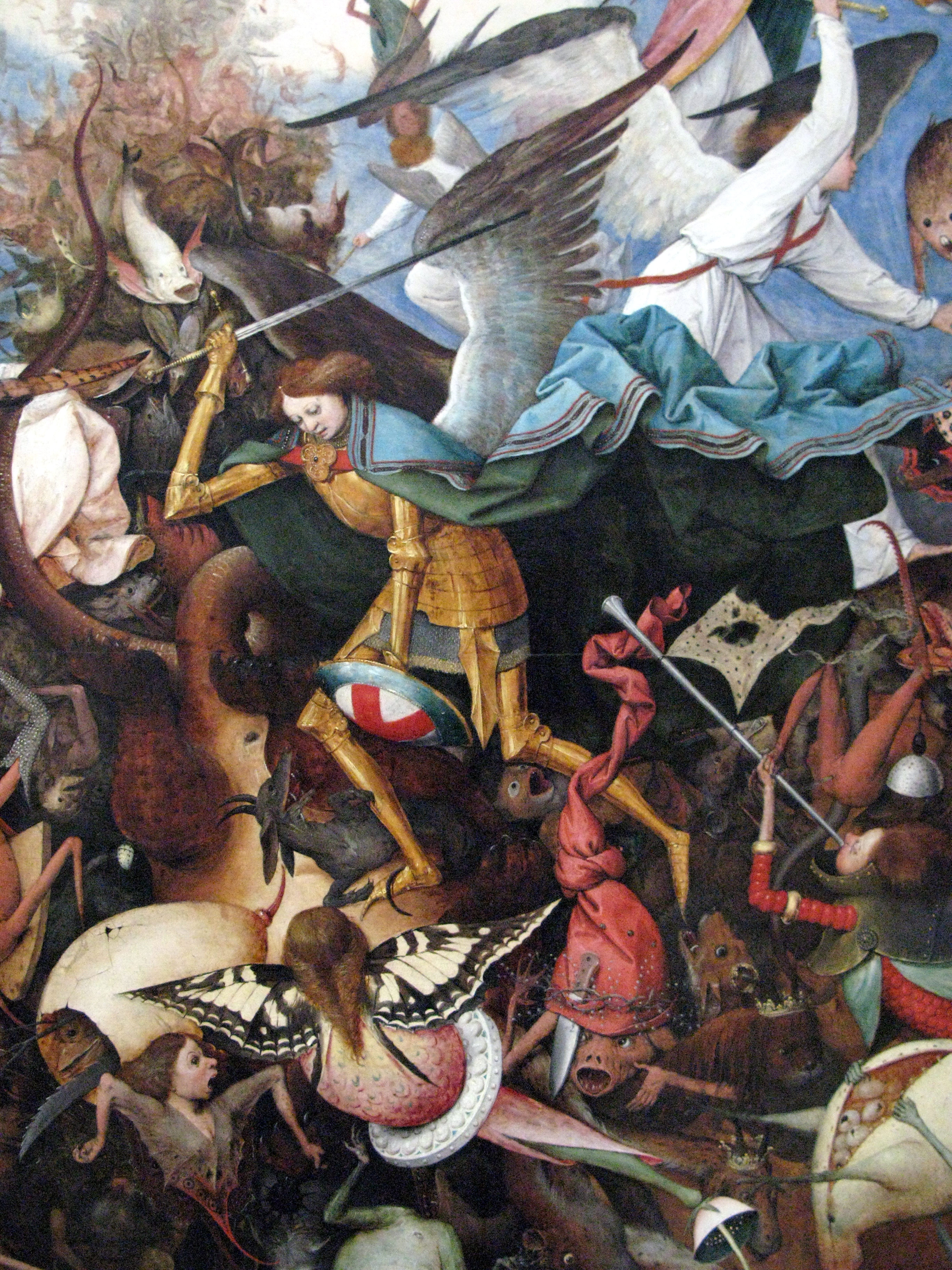
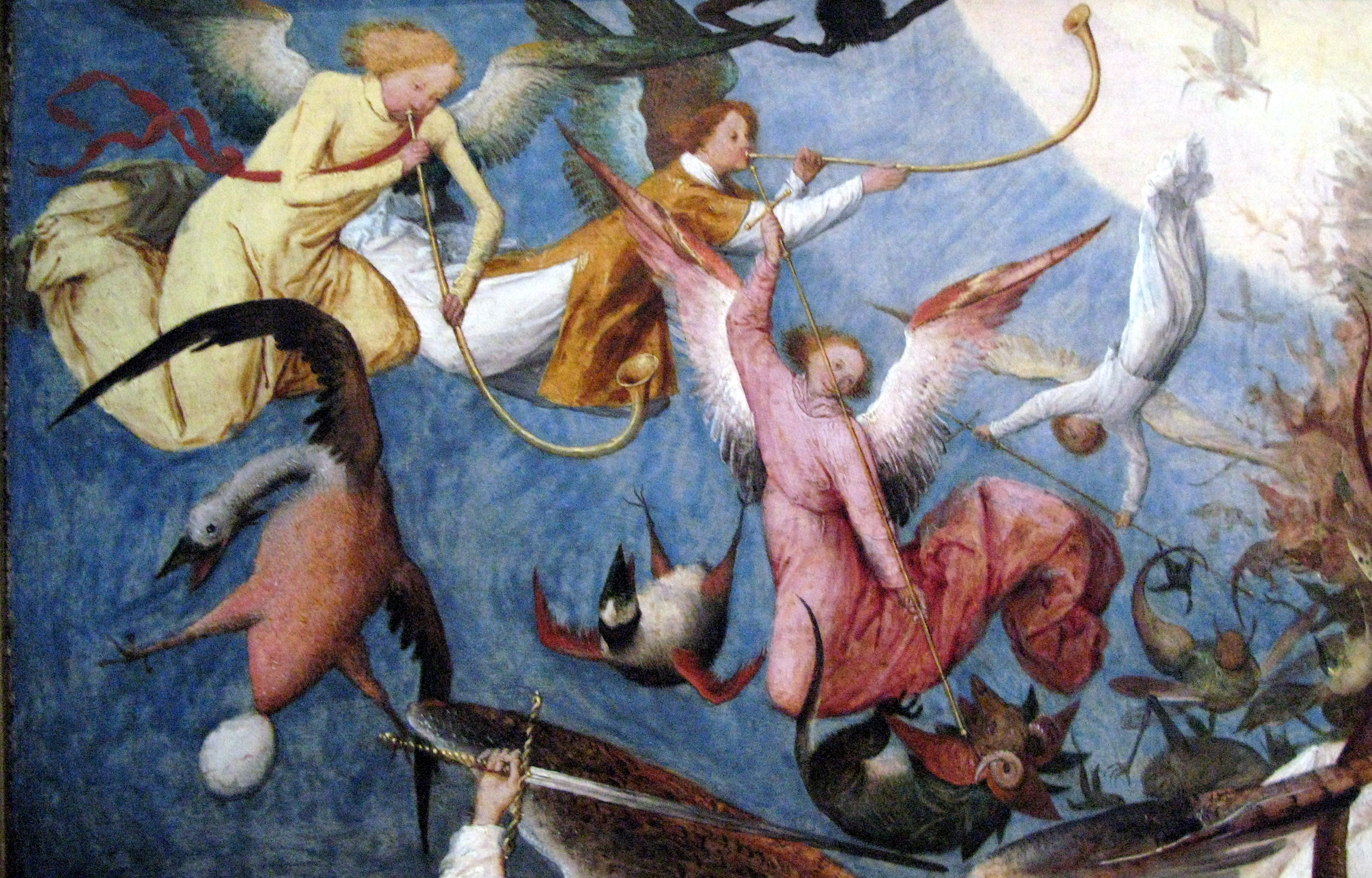
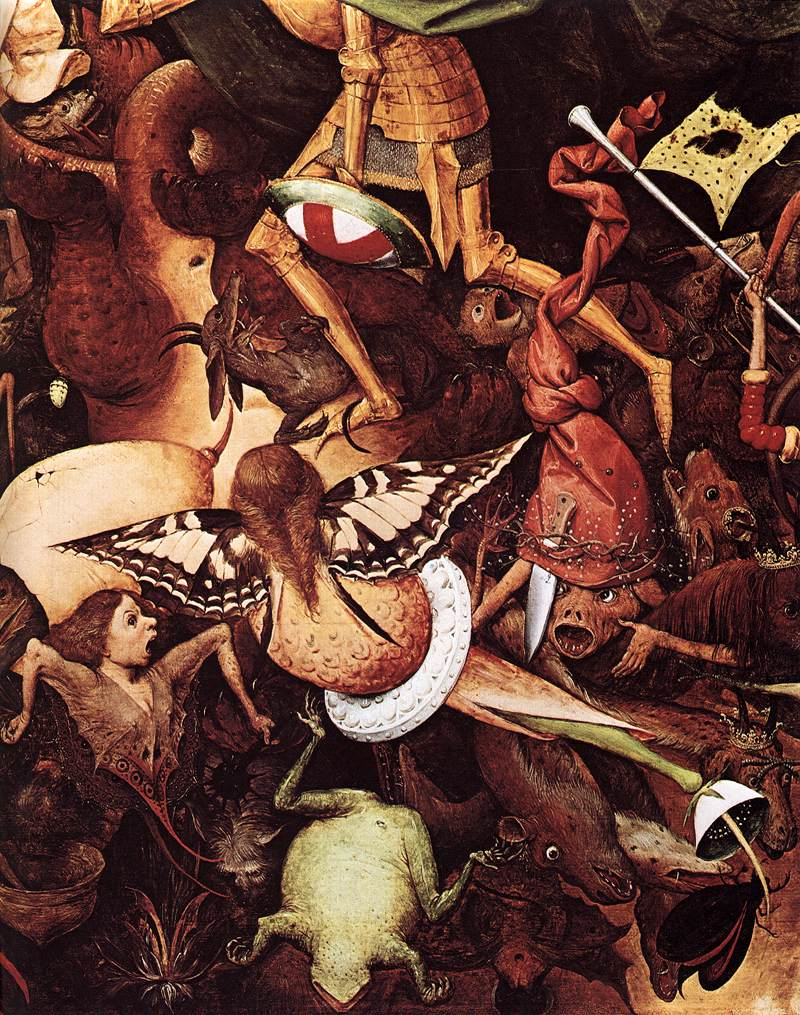